# In Concert em Brotas
In Concert em Brotas é o sexto álbum ao vivo e o sexto DVD do cantor brasileiro Daniel em carreira solo. Foi gravado entre os dias 26 e 27 de dezembro de 2014 no Cine São José, em Brotas, São Paulo, e lançado em 23 de outubro de 2015 pela Universal Music. Teve como sucesso a canção "Apenas Mais Uma de Amor", que fez parte da trilha sonora da novela Belaventura, exibida pela RecordTV. O álbum conquistou dois discos de ouro, o primeiro pela marca de 25 mil cópias vendidas do DVD em todo o Brasil, e o segundo pelos mais de 80 milhões de streams nas plataformas digitais. A música "A Paz (Heal the World)" ganhou um videoclipe, gravado na Apae de São Paulo.

## Sobre o álbum
O projeto foi gravado no cinema Cine São José, local adquirido por Daniel em 2004, sendo reformado e reinaugurado em 2009, em Brotas, sua cidade natal, no interior de São Paulo. A mixagem e masterização foram realizadas nos estúdios Move Studio, em Los Angeles, nos Estados Unidos, através do produtor Moogie Canazio. Inicialmente, dois show foram gravados, afim de se encerrar as comemorações de seus 30 anos de carreira. Daniel queria mostrar canções nunca antes gravadas por ele para amigos, familiares, convidados e fãs. Não havia a pretensão de que as gravações virassem um DVD, porém, o cantor gostou tanto do resultado final, que os transformou em um. Como estava dentro de um cinema, Daniel optou pela captação em 4K (Ultra High Definition), e a cenografia foi toda concebida com projeções e sobreposições de imagem.
Para o repertório, que, inicialmente, teria 60 canções, Daniel, ao lado do diretor Marcelo Amiky, selecionou sucessos de cantores que fazem parte de sua memória afetiva, e de ídolos, e os apresentou com novos arranjos, orquestra sofisticada de cordas e banda de luxo ("big band"), composta por 27 músicos, entre instrumentistas e backing vocals. Entre eles estão: Roberto Carlos, Peninha, Márcio Greyck, José Augusto, Jessé, Marisa Monte, Guilherme Arantes, Lulu Santos, Tim Maia, Vanusa, Raul Seixas, Legião Urbana, e até Michael Jackson, além de alguns sucessos do cantor. Também canta "Verde Vinho", de Paulo Alexandre, uma homenagem a sua falecida avó Olinda, e "Muda", resgatada do último álbum ao lado de seu parceiro João Paulo. "Sempre cantei de tudo e acredito que um ritmo não sobrevive sem o outro, então quis trazer à tona neste projeto canções que fazem parte da trilha sonora da minha vida. Sou um cantor de raiz sertaneja, mas a música é universal e eu amo cantar todos os ritmos. Amo desafios;" comentou.

## Lista de faixas
| N.º            | Título | Compositor(es) | Duração |  |
| 1.             | "Hino Municipal de Brotas (Instrumental)" | Rick | 2:30    |  |
| 2.             | "Pot-Pourri: Como Vai Você / Sonhos / Impossível Acreditar Que Perdi Você"                                                                     | Antônio Marcos; Peninha; Márcio Greyck / Cobel | 4:55    |  |
| 3.             | "Chuvas de Verão" | Caetano Veloso | 4:43    |  |
| 4.             | "Querida (Herida)" | Mirian Hernandez (Versão: Luciana de Gramont) | 4:55    |  |
| 5.             | "Voa Liberdade" | Mario Maranhão / Mário Marcos / Eunice Barbosa | 4:42    |  |
| 6.             | "Muda" | Manoel Nenzinho Pinto / Peninha | 3:54    |  |
| 7.             | "Amor I Love You" (part. Carlinhos Brown) | Carlinhos Brown / Marisa Monte | 3:31    |  |
| 8.             | "Tantinho" (part. Carlinhos Brown) | Carlinhos Brown / Daniel | 4:04    |  |
| 9.             | "Cheia de Charme" | Guilherme Arantes | 3:59    |  |
| 10.            | "Verde Vinho (Griechischer Wein)" (part. Roberto Leal)                                                                                         | Udo Jürgens / Michael Kunze (Versão: Paulo Alexandre) | 4:07    |  |
| 11.            | "Dona do Meu Destino" | Zé Henrique | 3:43    |  |
| 12.            | "Toda Forma de Amor" | Lulu Santos | 3:21    |  |
| 13.            | "Dá-Me, Dá-Me (Dame, Dame)" | Richard Sorokin / Pablo Duchovny (Versão: Carlos Randall / Mário Campanha) | 3:36    |  |
| 14.            | "Primavera (Vai Chuva)" | Tim Maia | 3:38    |  |
| 15.            | "Romaria" (part. Renato Teixeira) | Renato Teixeira | 5:23    |  |
| 16.            | "Amizade Sincera" (part. Renato Teixeira) | Renato Teixeira | 3:48    |  |
| 17.            | "Paixão Caipira / música incidental: Recordação" (part. José Camillo)                                                                          | Waldir Luz / Tivas (Recordação: Goiá / Nenete) | 3:17    |  |
| 18.            | "O Último Julgamento" (part. José Camillo) | Léo Canhoto | 3:43    |  |
| 19.            | "O Menino da Porteira" (part. Sérgio Reis) | Teddy Vieira / Luizinho | 3:40    |  |
| 20.            | "O Menino da Gaita (El Chico de la Harmónica)" (part. Sérgio Reis)                                                                             | Fernando Arbex (Versão: Sérgio Reis) | 3:40    |  |
| 21.            | "Filho do Mato" (part. Rick Sollo) | Rick | 4:22    |  |
| 22.            | "Não Precisa Perdão" (part. Rick Sollo) | Rick / João Paulo | 3:50    |  |
| 23.            | "Apenas Mais Uma de Amor" | Lulu Santos | 3:21    |  |
| 24.            | "Manhãs de Setembro" | Mário Campanha / Vanusa | 3:54    |  |
| 25.            | "Gîtâ" | Raul Seixas / Paulo Coelho | 4:39    |  |
| 26.            | "Será" | Dado Villa-Lobos / Marcelo Bonfá / Renato Russo | 2:37    |  |
| 27.            | "Pot-Pourri: Declaração de Amor / Estou Apaixonado (Estoy Enamorado) / Adoro Amar Você / Te Amo Cada Vez Mais (To Love You More) / Os Amantes" | Altay Veloso; Estéfano / Donato Poveda (Versão: Carlos Colla); Peninha / Elias Muniz; David Foster / Junior Miles (Versão: Roberto Merli); Sidney da Conceição / Lourenço / Augusto Cesar | 9:00    |  |
| 28.            | "A Paz (Heal the World)" | Michael Jackson (Versão: Nando) | 5:20    |  |
| 29.            | "Embora" | Tavito / Alexandre Lemos | 3:48    |  |
| Duração total: | Duração total: | Duração total: | 2:01:11 |  |

- Nota: Na edição em CD, o álbum é dividido em dois discos, o primeiro da faixa 1 a 14, e o segundo da 15 a 29.

## Charts
| País          | Melhor posição |
| ------------- | -------------- |
| Brasil (ABPD) | 19             |

## Certificações e vendas
| Brasil (ABPD) DVD                         | Ouro | 2016 | 25.000*     |
| Brasil (ABPD)                             | Ouro | 2023 | 80.000.000* |
| *número de vendas baseado na certificação |      |      |             |